# Cohors I Morinorum
La Cohors I Morinorum fue una unidad de auxilia de infantería del ejército del Imperio Romano del tipo cohors quinquagenaria peditata, cuya existencia está constatada desde el último cuarto del siglo I hasta principios del siglo V.

## Reclutamiento

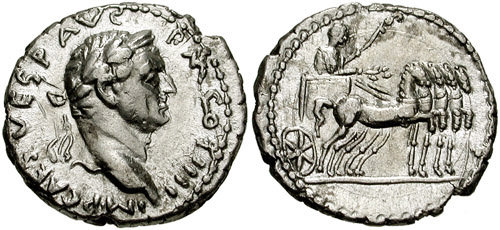
Denario que tiene en el anverso el con retrato del emperador romano Vespasiano y en el reverso aparece el mismo emperador celebrando su triunfo en una cuadriga, emperador que ordenó el reclutamiento de la Cohors I Morinorum en 78.

La unidad fue reclutada de entre el pueblo céltico de los Morini de la Gallia Belgica en 78 por orden del emperador Vespasiano para reforzar el ejército colocado a las órdenes de Cneo Julio Agrícola para completar la paificación y conquista de Britannia, aunque desconocemos donde estuvo de guarnición y cuál fue su actuación concreta durante las campañas de Agrícola entre 78 y 84. También se desconoce dónde fue acantonada bajo Domiciano y Nerva.
En este período, en un momento indeterminado, fue dirigida por el Praefectus Cohortis Quinto Servilio Pacuviano.

## ElsigloII

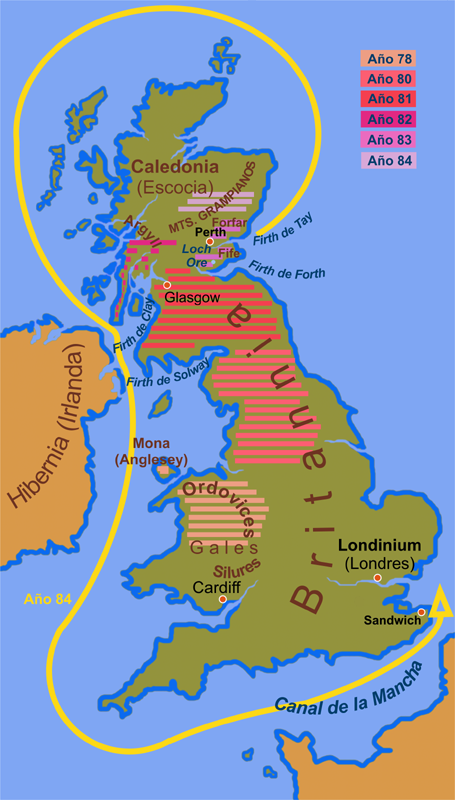
Mapa de las campañas de Agrícola en Britania de 78-84.

La Cohors I Morinorum perteneció a la guarnición de la provincia romana de Britannia durante todo el siglo II, aunque ignoramos donde estuvo acuartelada, tal y como atestiguan una serie de Diplomata militaris:
- 19 de enero de 103, bajo Trajano.[3]

- 17 de julio de 122, bajo Adriano,[4] año en el que se inició la construcción del Muro de Adriano, tarea en la que debió participar esta unidad.

- 9 de diciembre de 132, también bajo Adriano.[5]

- 23 de marzo de 178, bajo Marco Aurelio, con su hijo y sucesor Cómodo como César.[6]

La unidad debió participar también en las operaciones de ampliación de la provincia hacia el norte ordenadas por Antonino Pío, que culminarum con la construcción del Muro de Antonino.
En un momento indterminado de este siglo, fue dirigida por el Praefectus Cohortis Cayo Mulvio Ofilio Restituto.

## Los siglos III, IV y V y el final de la cohorte

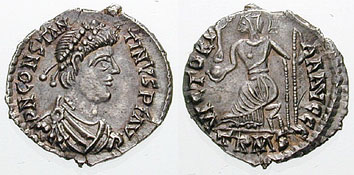
Siliqua emitida por el usurpador Constantino III, cuyas pretensiones al trono imperial de occidente fueron apoyadas por el exercitus britannicus, del que formaba parte del Cohors I Morinorum.

La obscuridad sobre la historia de esta cohorte desde finales del imperio de Marco Aurelio es absoluta y debemos suponer que apoyó  en 193 al legado de Britannia Clodio Albino en sus aspiraciones a la púrpura imperial, pero sin acompañarlo a la Gallia y a su derrota y muerte en la batalla de Lugdunum de 197 frrente a Septimio Severo.
A las órdenes de Septimio Severo y su Caracalla participó en las operaciones contra los caledonios, que amenazaban la seguridad de la Britania romana.
A mediados del siglo III debió prestar fidelidad al Imperium Galliarum de Tétrico, para volver a la fidelidad imperial bajo Aureliano.
En época de la Tetrarquía fue asignada al César Constancio Cloro, apoyando a su muerte las pretensiones de su hijo Constantino I el Grande.
A finales del siglo IV, en 382, debió apoyar al usurpador Magno Máximo frente al emperador Graciano, volviendo a la obeiencia imperial cuando Teodosio I el Grande derrotó a este usurpador. Según la Notitia Dignitatum, la Cohors I Morinorum estaba acuartelada en Glannoventa (Ravenglass, Gran Bretaña), uno de los fuertes del Muro de Adriano.
A principios del siglo V, en 407, la cohorte apoyó las pretensiones del usurpador Constantino III frente al legítimo emperador de occidente Honorio, pasando con él a la Gallia, donde debió ser destruida bien a manos de alguno de los grupos de bárbaros que asolaban las provincias galas, bien en algún enfrentamiento con tropas leales a Honorio, en todo caso antes de 411.

## Bibliografía

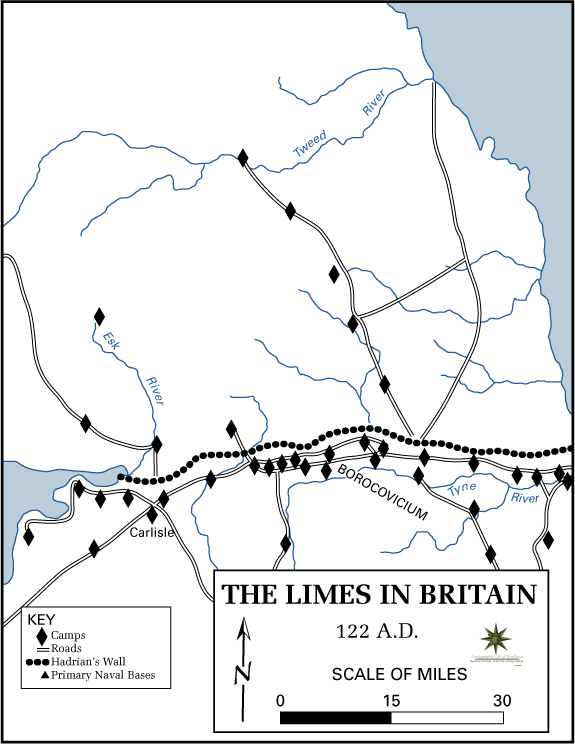
Mapa del Muro de Adriano a partis de 122, señalando los principiales fuertes castella auxiliaria.